# نبيه بن الحجاج
نبيه بن الحجاج بن عامر بن حذيفة السهمي القرشي (ق 2 هـ / 624م) من كبار المشركين من أهل مكة، ومن أعيان قبيلة بنو سهم من قريش، كان من أشد أعداء الإسلام مع أخيه منبه بن الحجاج، ولما خرج المشركون لقتال النبي ﷺ في غزوة بدر خرج نبيه وأخوه منبه وابنه العاص بن منبه معهم، وقُتِل فيها نبيه وأخوه منبه قتلهما علي بن أبي طالب. وذكر عبد الملك بن هشام أن نبيه بن الحجاج قُتِل على يد حمزة بن عبد المطلب وسعد بن أبي وقاص اشتركا فيه.

## نسبه
- هو: نبيه بن الحجاج بن عامر بن حذيفة بن سعد بن سهم بن عمرو بن هصيص بن كعب بن لؤي بن غالب بن فهر بن مالك بن قريش بن كنانة السهمي القرشي الكناني.
- أمه هي: أروى بنت عميلة بن السباق بن عبد الدار بن قصي بن كلاب بن مرة بن كعب بن لؤي العبدرية القرشية.[4]